# Psychotria krukovii
Psychotria krukovii är en måreväxtart som beskrevs av Paul Carpenter Standley. Psychotria krukovii ingår i släktet Psychotria och familjen måreväxter. Inga underarter finns listade i Catalogue of Life.